# Волфсангел
[[Файл:|мини|Неонацисткият символ волфсангел, използван като „Идея на нацията“ (И+Н) в Социалнационална партия на Украйна (1995 – 2004)]]
Волфсангел (на немски: вълча кука) е хералдическа емблема заемаща полето на щит от Германия и Източна Франция. Фигурата е вдъхновена от средновековни европейски вълчи капани със Z-оформена метална кука, окачена на верига от метална пръчка с форма на полумесец. Стилизираният символ на Z-образната форма (наричан още „двойна кука“) може да включва лента, за да придобие формата на Ƶ-символ, който често се обръща и/или завърта.
Ранните средновековни езичници вярвали, че символът притежава магически сили и може да отблъсква вълци.
- Неонацисткият символ волфсангел, използван като „Идея на нацията“ (И+Н) в Социалнационална партия на Украйна (1995 – 2004)
- Лого УНС